# جون ايرفينج
جون ايرفينج (بالإنجليزية: John Irving)‏ (1 يناير 1867 في المملكة المتحدة - 20 نوفمبر 1942 بنوتنغهام في المملكة المتحدة) هو لاعب كرة قدم بريطاني (وحمل سابقاً جنسية المملكة المتحدة لبريطانيا العظمى وأيرلندا) في مركز مهاجم داخلي. لعب مع لينكولن سيتي أف سي وNewark Town F.C. ‏.